# Cassique cul-rouge
Cacicus haemorrhous
Espèce
Statut de conservation UICN

 LC  : Préoccupation mineure
Le Cassique cul-rouge (Cacicus haemorrhous) est une espèce de passereau d'Amérique du Sud de la famille des ictéridés.

## Description
Le Cassique cul-rouge est noir avec le bas du dos et le croupion rouge. Toutefois, lorsqu’il est perché, le rouge n’est pas visible et il paraît tout noir.

## Distribution

Répartition du Cassique cul-rouge.

Le Cassique cul-rouge occupe deux aires distinctes : l’une comprend tout le nord du Brésil, le nord de la Bolivie, l’extrême ouest du Pérou et de l’Équateur, le sud de la Colombie et du Venezuela, le Guyana, le Suriname et la Guyane, et l’autre comprend le sud du Brésil et le sud du Paraguay.

## Systématique
On reconnaît trois sous-espèces au Cassique cul-rouge :
- C.h. affinis (Swainson, 1834) ;
- C.h. haemorrhous (Linnaeus, 1766) ;
- C.h. pachyrhynchus (Berlepsch, 1889).

## Habitat
Le Cassique cul-rouge occupe divers habitats : forêts de plaine humides subtropicales ou tropicales, des marécages subtropicaux ou tropicaux et d'anciennes forêts fortement dégradées.

## Nidification

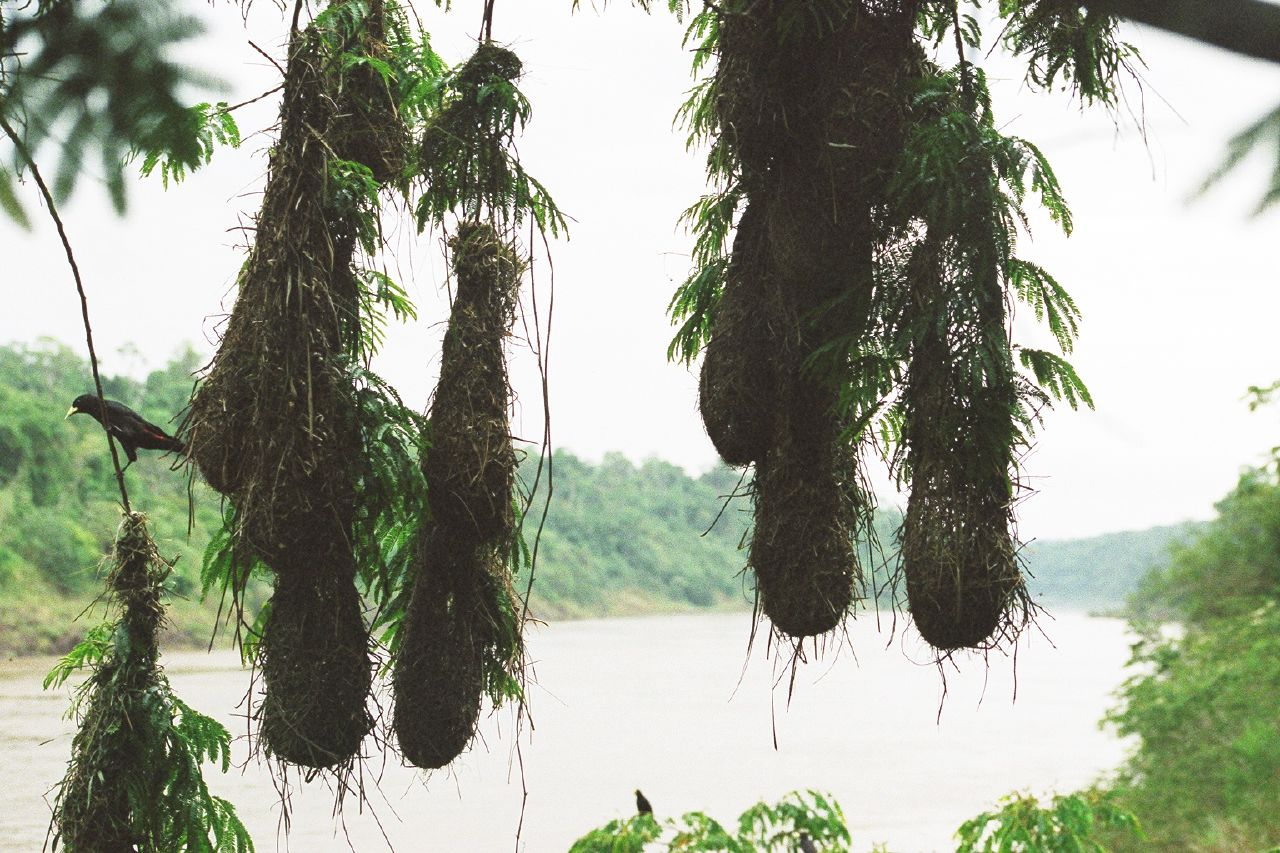
Nids

Le Cassique cul-rouge niche en colonie de 10 à 40 nids, parfois plus.  Il est polygyne et seule la femelle construit le nid,  incube les œufs et élève les jeunes.  Il peut être l’hôte du Vacher géant.